# Веселин Иванов (офицер)
Веселин Иванов е български офицер, бригаден генерал.

## Биография
Роден е на 18 април 1955 г. в Своге, обл. Софийска. Завършва Висшето народно военно училище във Велико Търново през 1978 г. и Военната академия в София през 1984 г. със специалност „Войсково разузнаване“. Още 2 пъти преминава курсове във Военната академия – оперативно-тактически курс (1990) и стратегически курс (2001) по специалността „Организация и управление на оперативните и стратегическите формирования на въоръжените сили“.
През 1981 г. става агент на Трето главно управление (военно контраразузнаване) на „Държавна сигурност“ с псевдоним „Чавдар“. Работи в Разузнавателното управление на Генералния щаб и в служба „Военна информация“, направление „Гърция“, в която е бил помощник-началник на отдел, старши помощник-началник на отдел, началник на направление, на сектор и на отдел.
От 1994 до 1998 г. е военновъздушен аташе на България в Гърция. От 2004 до 2008 г. е аташе по отбраната на България в Гърция. Излиза в резерва от април 2010 г.
На 28 октомври 2010 г. е назначен за заместник-директор на служба „Военна информация“. В периода 1 декември 2010 – 9 март 2015 г. е началник на служба „Военна информация“. Той е и първият цивилен началник на службата, макар и с военно звание полковник от резерва.

## Военни звания
- Лейтенант – 26 август 1978
- Старши лейтенант – 5 септември 1981
- Капитан – 4 септември 1985
- Майор – 1990
- Полковник – 1998
- Бригаден генерал – ?